# Droga ekspresowa S74
Die Droga ekspresowa S74 (pol. für ,Schnellstraße S74‘) ist eine zum Teil fertiggestellte bzw. überwiegend geplante Schnellstraße in Polen. Sie soll Sulejów und Nisko miteinander verbinden. Die Trasse soll ab Kielce entlang der bestehenden Nationalstraße 74 bis Opatów verlaufen, sodann der Nationalstraße 9 bis Lipnik folgen, um schließlich an der Nationalstraße 77 bis Nisko zu führen, wo sie die in Planung befindliche Schnellstraße S19 kreuzt. Die Gesamtlänge beträgt fast 200 Kilometer. Diese könnte sich noch vergrößern, da die Verlängerungen der Straße von Sulejów in den Bereich Łódź und von Nisko bis zur ukrainischen Grenze nicht ausgeschlossen sind.

## Planungsgeschichte
Die Verbindung zwischen Kielce (S7) und Nisko (S19) ist zum ersten Mal 1976 in der Netzplanung enthalten. Im Netzplan von 1985 ist die Strecke bis nach Piotrków Trybunalski verlängert worden. Die Strecke ist dann unverändert in den Planungen bis 1996 enthalten. In der Netzplanung von 2001 ist die Strecke nicht mehr enthalten. In der Planung von 2003 ist die Strecke in veränderter Form wieder enthalten. Die Strecke wird nun nach Sulejów geführt und als S74 bezeichnet.
| \| Abschnitt[11] \| Länge \| Bauzeit \| Baukosten \| Verkehrsübergabe \| \| ----------------------------------------- \| ------ \| --------- \| ----------------------------- \| ----------------- \| \| Knoten Kielce-Warszawska – Knoten Cedzyna \| 6,8 km \| 2009–2011 \| 285 Mio. Złoty (71 Mio. Euro) \| 17. Dezember 2011 \| |        |           |                               |                   |
| Abschnitt | Länge  | Bauzeit   | Baukosten                     | Verkehrsübergabe  |
| Knoten Kielce-Warszawska – Knoten Cedzyna | 6,8 km | 2009–2011 | 285 Mio. Złoty (71 Mio. Euro) | 17. Dezember 2011 |

### Kielce – Cedzyna
Dieser 6,8 Kilometer langer Abschnitt führt von Kielce heraus Richtung Osten. Bei Cedzyna endet die Straße an einem Kreisverkehr mit der Nationalstraße 74. Von den 6,8 Kilometern befinden sich 2,7 km der Straße innerhalb und 4,1 km außerhalb des Stadtgebietes von Kielce, sodass der Abschnitt zu den wichtigsten Verkehrswegen der Stadt zählt. Er ist als erster Teil der S74 realisiert und beschildert. Die Schnellstraße ist mit zwei Fahrbahnen und jeweils zwei Fahrstreifen ausgestattet. Der Bauvertrag mit einem Konsortium, bestehend aus den Unternehmen Przedsiębiorstwa Robót Inżynieryjnych „Fart“, Mostów-Łódź sowie Fardub Consulting, wurde am 24. April 2009 unterschrieben. Es wurde eine 30 Monate lange Bauzeit vereinbart, die auch die Fertigstellung der Planungsunterlagen beinhaltete. Die Bauarbeiten haben offiziell am 17. Juni 2009 begonnen. Der Fertigstellungstermin war für den 24. November 2011 festgelegt worden. Am 27. November wurden die Bauarbeiten für beendet erklärt. Jedoch verzögerten sich die notwendigen Modalitäten, sodass die Verkehrsübergabe am 17. Dezember 2011 erfolgte. Die Baukosten beliefen sich auf 285 Mio. Złoty.

## Im Bau befindliche Abschnitte
| Abschnitt                                          | Länge    | Vertrags- unterzeichnung | Bauzeit   | Baukosten                       | geplante Fertigstellung |
| -------------------------------------------------- | -------- | ------------------------ | --------- | ------------------------------- | ----------------------- |
| Grenze W. Łódź/W. Heiligkreuz – Knoten Mniów       | 027,5 km | 22. September 2023       | 2023–2027 | 1,00 Mio. Złoty (218 Mio. Euro) | September 2027          |
| Knoten Mniów – Knoten Kielce-Zachód (S7)           | 016,4 km | 9. März 2022             | 2022–2025 | 538 Mio. Złoty (113 Mio. Euro)  | Oktober 2025            |
| Knoten Kielce-Zachód S7 – Knoten Kielce-Warszawska | 005,5 km | 24. Januar 2023          | 2022–2026 | 713 Mio. Złoty (151 Mio. Euro)  | Juli 2026               |
| Knoten Cedzyna – Knoten Łagów                      | 031,5 km | 28. März 2024            | 2024–2028 | 1,1 Mrd. Złoty (256 Mio. Euro)  | März 2028               |
| Knoten Łagów – Jałowęsy                            | 016,3 km | 11. Oktober 2023         | 2023–2027 | 630 Mio. Złoty (139 Mio. Euro)  | Oktober 2027            |
| Jałowęsy – Knoten Opatów-Południe                  | 006,7 km | 17. Juni 2021            | 2021–2025 | 404 Mio. Złoty (89 Mio. Euro)   | Juni 2025               |
| Summe                                              | 103,9 km |                          |           | 4,39 Mrd. Złoty (966 Mio. Euro) |                         |

## Geplante Abschnitte
| Abschnitt                                                    | Länge    | geplante Baujahre | voraussichtliche Kosten          |
| ------------------------------------------------------------ | -------- | ----------------- | -------------------------------- |
| Knoten Sulejów S12 – Grenze Woiwodschaft Łódź/W. Heiligkreuz | 030,0 km | unbekannt         | 3,4 Mrd. Złoty (850 Mio. Euro)   |
| Knoten Opatów-Południe – Knoten Sandomierz                   | 025,0 km | unbekannt         | 6,15 Mrd. Złoty (1,54 Mrd. Euro) |
| Knoten Sandomierz – Knoten Stalowa Wola                      | 037,0 km | unbekannt         | 6,15 Mrd. Złoty (1,54 Mrd. Euro) |
| Knoten Stalowa Wola – Knoten Nisko-Zapacz S19                | 010,0 km | unbekannt         | 6,15 Mrd. Złoty (1,54 Mrd. Euro) |
| Summe                                                        | 102,0 km |                   | 9,55 Mrd. Złoty (2,39 Mrd. Euro) |

## Weitere Planungen
Am 23. Juli 2008 fanden im polnischen Verkehrsministerium Beratungen über die Änderung der Planungen für die S74 in der Woiwodschaft Łódź statt. Bisher ist vorgesehen, die S74 bei Sulejów in die ebenfalls in Planung befindliche S12 einmünden zu lassen. Bei der nunmehr erörterten Veränderung soll die Trasse von Paradyż bis Tomaszów Mazowiecki geführt werden sowie dann weiter in Richtung Łódź, um hier eine bessere Einbindung zur A1 Danzig-Gliwice und zur S8 Warschau-Breslau zu erreichen. Die öffentliche Anhörung fand Anfang Februar 2011 mit der Vorstellung der möglichen Streckenvarianten der S12 und S74 statt. Im April 2011 wurde anhand der Ergebnisse der öffentlichen Anhörung die erste Planungsstufe, die Korridor-Studie (pl.: Studium Korytarzowe), gestartet. Deren primärer Zweck ist es, die möglichen Korridore der Trassierungen der S12 und S74 sowie deren Verflechtung mit dem anderen öffentlichen Straßennetz zu ermitteln. Die Fortführung der S74 ist dadurch noch nicht ein Teil des geplanten Autobahn- und Schnellstraßennetzes der Regierung.